# Myrsine playfairii
Myrsine playfairii är en viveväxtart som beskrevs av William Botting Hemsley. Myrsine playfairii ingår i släktet Myrsine och familjen viveväxter. Inga underarter finns listade i Catalogue of Life.